# Калининский район (Волгоградская область)
Калининский район — административно-территориальная единица в составе Сталинградского края, Сталинградской и Волгоградской областей, существовавшая в 1935—1963 годах. Центр — станция Панфилово.
Калининский район был образован в составе Сталинградского края 25 января 1935 года из частей Михайловского, Новоаннинского, Кумылженского и Преображенского районов.
В состав района вошли сельсоветы: из Новоаннинского района Алимо-Любимовский, Бирючинский, Кармано-Тростянский, Нейгеймовский, Панфиловский, Полтавский, Ребриковский, Сатаровский, Страховский; из Михайловского района: Атамановский, Больше-Медведевский, Карагичевский, Катасоновский, Мало-Медведевский, Поповский, Рогожинский, Сеничкинский, Степановский, Троицкий, Фатеевский, Цикуновский, Чаплыженский; из Кумлыженского района: Крутинский; из Преображенского района: Ново-Киевский.
5 декабря 1936 года Калининский район вошёл в Сталинградскую область.
5 июля 1937 года Катасоновский, Сеничкинский и Чаплыжинский с/с были переданы в Михайловский район.
29 марта 1950 года Нейгеймовский с/с был переименован в Новосельский.
24 июня 1954 года Бирючинский и Новосельский с/с были присоединены к Панфиловскому, Степановский — к Троицкому, Кормано-Тростянский — к Ново-Киевскому, Цикуновский — к Рогожинскому, Больше-Медведевский — к Мало-Медведевскому, Фатеевский и Атамановский — к Поповскому, Сатаровский и Ребриковский — к Алимов-Любимовскому, Страховский — к Полтавскому, Крутинский — к Карагичевскому.
16 мая 1957 года Поповский с/с был переименован в Тростянский, Мало-Медведевский — в Совхозный.
15 июля 1958 года Аливо-Любимовский с/с был присоединён к Панфиловскому, а Полтавский — к Ново-Киевскому. Также в конце 1950-х годов был упразднён Рогожинский с/с.
7 февраля 1963 года Калининский район был упразднён, а его территория разделена между Михайловским и Новоаннинским районами.